# Bromus marginatus
Bromus marginatus es una especie herbácea perenne perteneciente a la familia de las gramíneas (Poaceae).

## Descripción
Es una hierba perenne de corta vida que forma una red de grandes raíces, poco profundas. Las raíces le dan tolerancia a la sequía, y persisten en el suelo mucho tiempo después de que la planta haya muerto, por lo que es valiosa para el control de la erosión. Los tallos generalmente pueden alcanzar un metro de altura, pero se sabe que pueden llegar a 1,5 metros. Las hojas son peludas y de hasta un centímetro de ancho. La inflorescencia es una panícula de espiguillas, cada una con hasta 10 flores.

## Distribución y hábitat
Bromus marginatus es nativa del oeste de América del Norte, y se utiliza ampliamente para el pastoreo de animales y revegetación de paisajes.
En la naturaleza en su área de distribución natural esta hierba crece en zonas húmedas de montaña, matorrales y praderas en el clima subalpino. Puede tolerar suelos secos, finos y algo de sombra. Se establece fácilmente y puede convertirse en maleza. Se puede plantar en laderas y terrenos irregulares mediante una siembra al método de voleo.
Hay varias variedades de esta hierba, incluyendo 'Garnet', 'Bromar', y 'Tacit'. Esta última se ha sabido que puede producir 15 toneladas por hectárea, con 3 a 4 cosechas al año.

## Taxonomía
Bromus marginatus fue descrita por Nees ex Steud. y publicado en Synopsis Plantarum Glumacearum 1: 322. 1854.
Etimología
Bromus: nombre genérico que deriva del griego bromos = (avena), o de broma = (alimento).
marginatus: epíteto latino que significa "marginado".
Sinonimia
- Bromus breviaristatus Buckley
- Bromus carinatus var. marginatus (Nees ex Steud.) Barkworth & Anderton
- Bromus flodmanii Rydb.
- Bromus hookeri var. marginatus (Steud.) E.Fourn.
- Bromus latior (Shear) Rydb.
- Bromus parviflorus A.Gray
- Bromus pauciflorus Shear
- Bromus proximus Shear
- Bromus sitchensis var. marginatus (Nees ex Steud.) B.Boivin
- Ceratochloa marginata (Nees ex Steud.) W.A.Weber
- Ceratochloa marginata Steud. ex B.D. Jacks.
- Forasaccus marginatus (Nees ex Steud.) Lunell[7][8]